# جمعیت توحید و تعاون
جمعیت توحید و تعاون، از گروه‌های سیاسی اصلاح طلب است. سیدعلیرضا بهشتی دبیر کلی این جمعیت را عهده‌دار است. این تشکل، در آذر ۸۷ با برگزاری ششمین نشست سالانه، با اعلام ارائه طرح‌هایی که بیش از ۵ سال بر روی آن فعالیت شده، به عنوان تشکلی حامی موسوی شناخته شد.
سیدعلیرضا بهشتی، قربان بهزادیان‌نژاد، غلامرضا ظریفیان، جمشید انصاری، حمزه غالبی، مجتبی امیری، عباس منوچهری، محمدرضا تاجیک و محمد باقریان، اعضای شورای مرکزی ۹ نفره این تشکل هستند. گفته می‌شود که اعضای شورای مرکزی این گروه، افرادی هستند که در انتخابات نهم ریاست‌جمهوری تا آخرین ساعات مانده به مهلت ثبت‌نام، سعی در راضی‌کردن میرحسین موسوی برای کاندیداتوری داشتند.